# 21585 Полмір
21585 Полмір (21585 Polmear) — астероїд головного поясу, відкритий 26 вересня 1998 року.
Тіссеранів параметр щодо Юпітера — 3,338.